# Frank Zucht
Frank Zucht (* 15. Februar 1961 in Wendeburg/Niedersachsen) ist ein deutscher Maler und Grafiker.

## Leben
Frank Zucht studierte von 1987 bis 1991 Malerei und Grafik an der Staatlichen Akademie der Bildenden Künste Karlsruhe bei Horst Antes und von 1991 bis 1993 Malerei an der University of South Australia in Adelaide.
1993 gehörte er zu den Gründungsmitgliedern der Kunstfabrik am Flutgraben. Zucht lebt und arbeitet in Berlin.

## Auszeichnungen
Er erhielt 2002 einen Kunstpreis für Grafik der Stadt Kirn (Rheinland-Pfalz).
2003 wurde ihm der erste Preis bei einem Realisierungswettbewerb für die Martin-Luther-Universität Halle-Wittenberg verliehen
und ein Preis im künstlerischen Realisierungswettbewerb der BEGA – tec. Berlin zugesprochen.
2004 wurde das von Brigitte Hasler und ihm herausgegebene Buch Scheitelstunde als eines der fünf schönsten Bücher des Fürstentums Liechtenstein ausgezeichnet und für den Wettbewerb Schönste Bücher aus aller Welt der Stiftung Buchkunst in Leipzig nominiert.
2014 erhielt er den Stern des Jahres (Kulturstern 2013) für besondere kulturelle Leistungen, verliehen von der Neuen Westfälischen -, der Lippischen Landeszeitung und des Haller Kreisblattes für das Ausstellungsprojekt Kunst und Arbeit.

## Werk

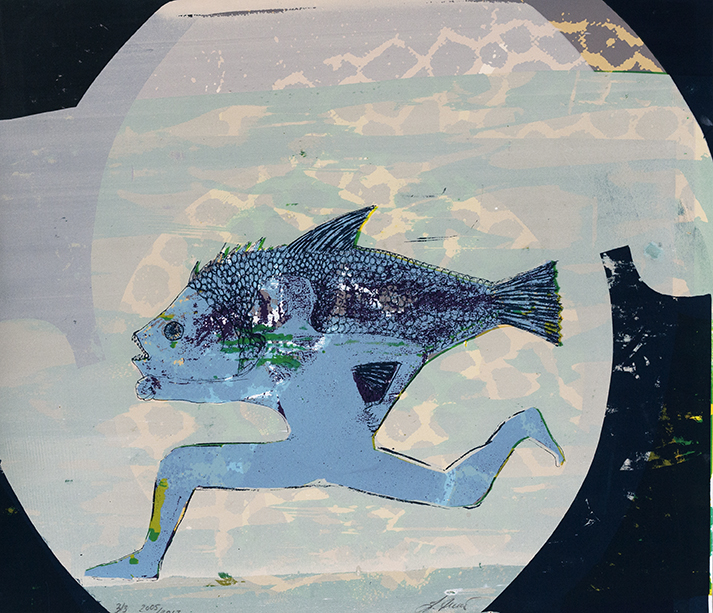
Fischläufer, Seriegrafie auf Kupferdruckbütten

Lebewesen und Naturprozesse auf der einen, der Mensch und kulturelle Prozesse auf der anderen Seite, bilden wichtige Themen im Schaffen von Frank Zucht.
Mögliche Parallelen und Widersprüche ihrer Entwicklung werden in den Darstellungen von Zucht thematisiert. Dabei gehen tierische und menschliche, natürliche und künstliche Formen in zahlreichen Bildern von Frank Zucht ineinander über, verbinden sich. Die Bildfindungen haben vielfach etwas Archaisches, indem er auf die evolutionäre Entwicklung des Menschen anspielt. Mensch und Tier sind in seinen Darstellungen aufs engste verbunden.
Der Mensch trägt die evolutionäre Entwicklung immer mit sich. Zuchts Bilder sind ein nachhaltiges Plädoyer, sich dessen immer bewusst zu sein. Die Formen mit realistischen Anklängen kommen aus einem abstrakten Denkansatz, wobei die gefundene Form aus dem Gegenständlichen abgeleitet wird. Beide Gestaltungsprinzipien vereinigen sich in seinem Werk.